# Marquesado de la Pezuela
El marquesado de la Pezuela es un título nobiliario español creado el 28 de septiembre de 1852 por la reina Isabel II para Juan Manuel González de la Pezuela y Ceballos, I conde de Cheste, grande de España en 1864, I vizconde de Ayala el 28 de septiembre de 1852, gobernador de Puerto Rico, capitán general de los Ejércitos, político, escritor y poeta español, hijo del teniente general Joaquín González de la Pezuela Griñán y Sánchez de Aragón Muñoz de Velasco, trigésimo noveno virrey del Perú y hermano menor de Manuel de la Pezuela y Ceballos, II marqués de Viluma.

## Marqueses de la Pezuela
|                        | Titular                                            | Periodo                |
| Creación por Isabel II | Creación por Isabel II                             | Creación por Isabel II |
| ---------------------- | -------------------------------------------------- | ---------------------- |
| I                      | Juan Manuel González de la Pezuela y Ceballos      | 1852-1868              |
| II                     | Lucas Rafael de González de la Pezuela y Ayala     | 1868-1916              |
| III                    | Juan de Ceballos-Escalera de la Pezuela            | 1917-1922              |
| IV                     | Rafael Ceballos-Escalera y Meléndez de Ayones      | 1926-1927              |
| V                      | Blanca Ceballos-Escalera y Solá                    | 1968-1987              |
| VI                     | Paloma Escoriaza Ceballos-Escalera                 | 1988-2022              |
| VII                    | María de la Paloma Montero de Espinosa y Escoriaza | 2023-pres.             |

## Historia de los marqueses de la Pezuela
- Juan Manuel González de la Pezuela y Ceballos, i marqués de la Pezuela, i conde de Cheste, grande de España, i vizconde de Ayala (1809-1906). Le sucedió en 29 de noviembre de 1868, por cesión, su hijo:[1]

- Lucas Rafael de González de la Pezuela y Ayala (1842-1916), ii marqués de la Pezuela,[1] ii conde de Cheste y grande de España. En 2 de julio de 1917 sucedió su sobrino:[1]

- Juan Ceballos-Escalera y de la Pezuela, iii marqués de la Pezuela,[1] iii conde de Cheste y grande de España.

En 9 de noviembre de 1926 sucedió:
- Rafael Ceballos-Escalera y Meléndez de Ayones, iv marqués de la Pezuela[1][2] y ii marqués de Miranda de Ebro.

En 18 de marzo de 1927, por cesión, sucedió su hija:
- Blanca Ceballos-Escalera y Solá, v marquesa de la Pezuela.[1][2]

Le sucedió su hija:
- Paloma Escoriaza Ceballos-Escalera (San Sebastián, 16 de julio de 1927-2022), vi marquesa de la Pezuela.[3]

Casó el 14 de julio de 1949, en Madrid, con Eduardo Montero de Espinosa y Ortiz de Zárate. Sucedió su hija:
- María de la Paloma Montero de Espinosa y Escoriaza, vii marquesa de la Pezuela.[5]